# Les Règles du jeu (film, 2015)
Pour les articles homonymes, voir Les Règles du jeu (homonymie).
Pour plus de détails, voir Fiche technique et Distribution.
Les Règles du jeu est un documentaire français réalisé par Claudine Bories et Patrice Chagnard, sorti en salles en 2015.

## Synopsis
En recherche d'emploi, un groupe de jeunes du Nord-Pas-de-Calais suivent une formation dans le cabinet Ingeus, société privée spécialisée dans l'insertion professionnelle.

## Fiche technique
- Titre : Les Règles du jeu
- Scénario et réalisation : Claudine Bories et Patrice Chagnard
- Montage : Stéphanie Goldschmidt
- Photographie : Patrice Chagnard
- Son : Benjamin Van de Vielle, Pierre Carrasco
- Producteur : Muriel Meynard, Patrick Sobelman
- Production : Les Films du Parotier, Ex Nihilo
- Distribution : Happiness Distribution
- Pays d'origine :  France
- Langue originale : français
- Format : couleur
- Genre : documentaire
- Durée : 106 minutes
- Dates de sortie :
- France :
  - 22 mai 2014 (Festival de Cannes)
  - 7 janvier 2015 (sortie nationale)
- Canada : 18 octobre 2014 (Festival du Nouveau Cinéma de Montréal)

## Distinctions[1]

### En France
- 2014 :
  - Festival de Cannes — Sélection ACID
  - États généraux du film documentaire, Lussas
  - Festival International du Documentaire de création de La Rochelle
  - Festival du film de Vendôme

### À l'international
- 2014 :
  - Festival international du film documentaire et du film d'animation de Leipzig, Allemagne : Prix de la Colombe d'Or
  - Festival du Nouveau Cinéma de Montréal
  - Espoo International Film Festival, Finlande
  - Sydney International Documentary Film, Australie
  - Florence Festival dei popoli, Italie
  - Sarajevo Pravo Ljudski Film Festival, Bosnie-Herzégovine
- 2015 :
  - Belgrade Magnificent Festival 2015, Serbie

## Autour du film
- Le film est entièrement tourné avec des acteurs non-professionnels, jeunes demandeurs d'emploi et professionnels de l'insertion.
- Le titre fait référence à La Règle du jeu (Jean Renoir, 1939), film critique sur les rapports de classe dans la société de son époque.

## Accueil critique
- Pour Raphaëlle Pireyre (Critikat), « le film montre bien la cruauté qui se dégage de l'écart entre la rage de se sentir reconnu en décrochant un emploi et la déception lorsque l'emploi est là, et qu'il ferme tous les possibles »[2].
- Enthousiaste devant ce « formidable documentaire », Jacques Mandelbaum (Le Monde) souligne l'« enjeu fort qui consiste à voir comment les uns peuvent aider les autres à entrer dans ce système conçu pour se fermer devant eux »[3].